# New-York-City-Marathon 2013
Der New-York-City-Marathon 2013 war die 43. Ausgabe der jährlich stattfindenden Laufveranstaltung in New York City, Vereinigte Staaten. Der Marathon fand am 3. November 2013 statt und war der siebte World Marathon Majors des Jahres.
Bei den Männern gewann Geoffrey Kiprono Mutai in 2:08:24 h und bei den Frauen Priscah Jeptoo in 2:25:07 h.

## Ergebnisse

### Männer
| Platz | Athlet                   | Land      | Zeit (h) |
| ----- | ------------------------ | --------- | -------- |
| 01    | Geoffrey Kiprono Mutai   | Kenia     | 2:08:24  |
| 02    | Tsegay Kebede            | Äthiopien | 2:09:16  |
| 03    | Lusapho April            | Südafrika | 2:09:45  |
| 04    | Julius Arile             | Kenia     | 2:10:03  |
| 05    | Stanley Kipleting Biwott | Kenia     | 2:10:41  |
| 06    | Masato Imai              | Japan     | 2:10:45  |
| 07    | Jackson Kiprop           | Uganda    | 2:10:56  |
| 08    | Peter Cheruiyot Kirui    | Kenia     | 2:11:23  |
| 09    | Wesley Korir             | Kenia     | 2:11:34  |
| 10    | Daniele Meucci           | Italien   | 2:12:03  |

### Frauen
| Platz | Athletin                  | Land        | Zeit (h) |
| ----- | ------------------------- | ----------- | -------- |
| 01    | Priscah Jeptoo            | Kenia       | 2:25:07  |
| 02    | Bizunesh Deba             | Äthiopien   | 2:25:56  |
| 03    | Jeļena Prokopčuka         | Lettland    | 2:27:47  |
| 04    | Christelle Daunay         | Frankreich  | 2:28:14  |
| 05    | Valeria Straneo           | Italien     | 2:28:22  |
| 06    | Kimberley Smith           | Neuseeland  | 2:28:49  |
| 07    | Sabrina Mockenhaupt       | Deutschland | 2:29:10  |
| 08    | Tigist Tufa               | Äthiopien   | 2:29:24  |
| 09    | Edna Ngeringwony Kiplagat | Kenia       | 2:30:04  |
| 10    | Diane Nukuri-Johnson      | Burundi     | 2:30:09  |